# Bardu
Bardu – norweskie miasto i gmina leżąca w okręgu Troms.
Bardu jest 16. norweską gminą pod względem powierzchni.

## Demografia
Według danych z roku 2005 gminę zamieszkuje 3874 osób. Gęstość zaludnienia wynosi 1,44 os./km². Pod względem zaludnienia Bardu zajmuje 237. miejsce wśród norweskich gmin.
| ludność stan na 1 stycznia 2005 |         |           |       |
|                                 | kobiety | mężczyźni | razem |
| osób                            | 1992    | 1882      | 3874  |
| %                               | 51,42%  | 48,58%    | 100%  |

| wykształcenie stan na 1 października 2004 |            |         |        |          |
|                                           | podstawowe | średnie | wyższe | nieznane |
| osób                                      | 602        | 1739    | 685    | 42       |
| %                                         | 19,62%     | 56,68%  | 22,33% | 1,37%    |

## Edukacja
Według danych z 1 października 2004:
- liczba szkół podstawowych (norw. grunnskolar): 5
- liczba uczniów szkół podst.: 494

## Władze gminy
Według danych na rok 2011 administratorem gminy (norw. rådmann) jest Hege Walør Fagertun, natomiast burmistrzem (norw. ordfører, d. borgermester) jest Oddvar Bjarne Bjørnsen.